# Varanus cerambonensis
Varanus cerambonensis (варан серамський) — вид ящірок родини Варанові (Varanidae). Вид є ендеміком Індонезії. Зустрічається лише на Молуккському архиіпелазі на островах Амбон, Серам, Обі, Буру та Банда.

## Опис
Тіло завдовжки 95 см. Живе переважно на деревах, але також добре плаває. Має чіпкий хвіст, що призначений для лазання на деревах. Тіло чорного та темно-синього забарвлення з численними жовтими плямами. Черево блідо-жовтого забарвлення.